# 一號九龍

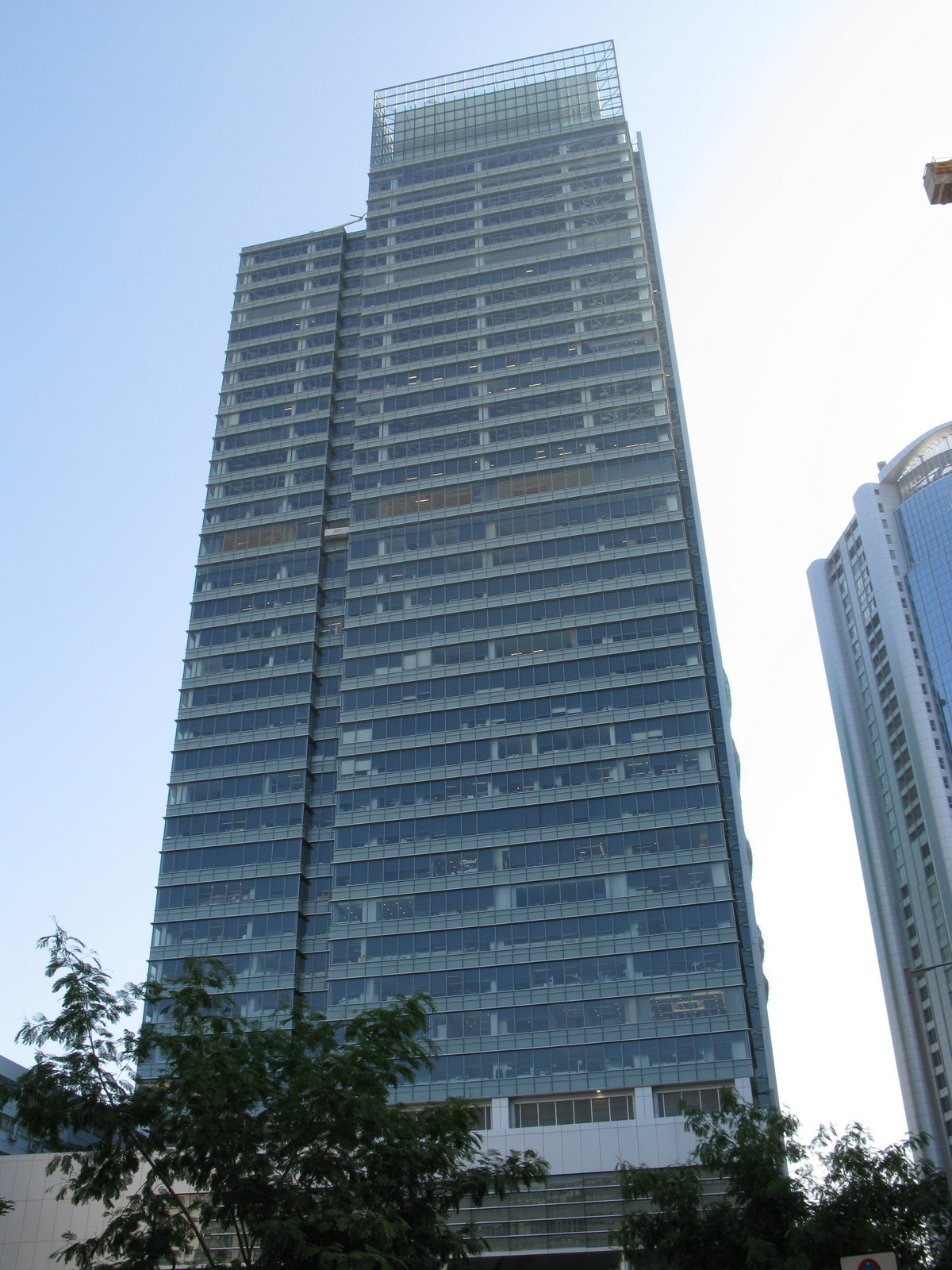
一號九龍

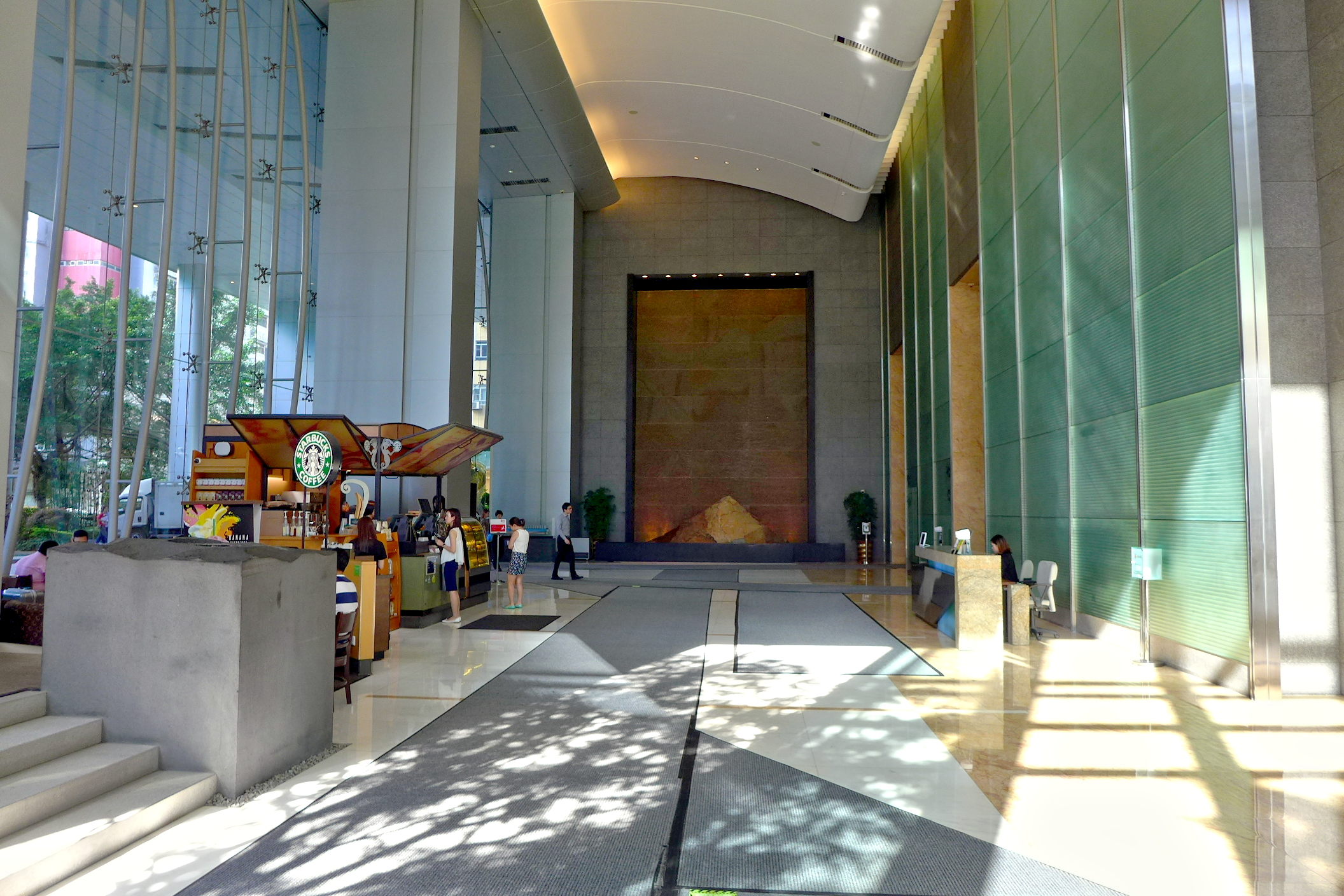
一號九龍寫字樓大堂

一號九龍（英語：One Kowloon）是香港一座甲級寫字樓，位於九龍灣工業區內地段6268號，宏遠街1號，於2006年9月落成，於2007年3月1日開幕。寫字樓由仲量聯行提供物業管理服務。

## 資料
一號九龍高39層，提供約70萬方呎寫字樓，約5萬方呎商場樓面及238個停車位，設12部載客升降機和2部載貨升降機。寫字樓每層面積介乎2.3萬至2.4萬方呎。該項目的發展商為旭日集團，每呎叫租19至21元，貼近德福廣場和觀塘創紀之城的租金。
一號九龍的地皮原本在1997年10月首次公開拍賣，由自稱為「和黃董事」、患有自大型妄想症的婦人黃月鶯以8.9億元的高價投得，但因她未能繳付地皮定金，地皮需要再次拍賣，並限制地產商必須預先登記才可入場；其後，她亦被強制送院治療。1998年3月，一號九龍的地皮由旭日集團旗下隆盈以3.61億元投得，因受到亞洲金融風暴影響，拍賣價較之前的拍賣價大福下降。

## 租戶
大廈主要租戶有 科進 WSP、理光 Ricoh、資生堂 Shiseido、新百倫 New Balance、Blue Insurance、黛安芬 Triumph、牛津大學出版社 Oxford University Press及香港特別行政區政府，而大廈發展商及業主旭日集團的總部亦設在大廈（包括 36、38及43樓））。其他租戶有 Green Monday、KKday、Speedy Group、Paul Hartmann。
大廈高座
- 43/F 旭日集團
- 41/F VidaXL
- 39/F 牛津大學出版社 Oxford University Press
- 38/F 旭日集團
- 37/F 環速集團 Speedy Group / 精確市場研究中心
- 36/F 旭日集團
- 35/F 瑞薩電子 / 土木工程拓展署
- 32/F 黛安芬 Triumph International
- 31/F Celio Sourcing / IRESC / A. S. Mill Products
- 30/F Blue Insurance
- 29/F 新百倫 New Balance
- 28/F 旭日集團
- 26/F 立花商會 / 衞生署 / 公司註冊處

大廈低座
- 21/F 理光 Ricoh
- 20/F 理光 Ricoh
- 19/F 飛軒理 Versuni
- 17/F 資生堂 Shiseido
- 15/F Green Monday / KKday
- 12/F 土地註冊處 / 公司註冊處
- 8/F  保赫曼 Paul Hartmann / RL360 Insurance / 保良局
- 7/F 科進 WSP

## 鄰近
- 周大福保險中心
- 企業廣場三期
- 企業廣場五期（MegaBox）
- 國際交易中心（Exchange Tower）
- Manhattan Place
- 宏泰道23號
- 港鐵九龍灣站